# Collaea speciosa
Collaea speciosa är en ärtväxtart som först beskrevs av Jean Loiseleur-Deslongchamps, och fick sitt nu gällande namn av Dc.. Collaea speciosa ingår i släktet Collaea, och familjen ärtväxter. Inga underarter finns listade i Catalogue of Life.